# Eupithecia exquisita
Eupithecia exquisita là một loài bướm đêm trong họ Geometridae.